# Zurkaitzegiko erreka
Le Zurkaitzegiko erreka est le précurseur du gave de Larrau qui coule en contrebas du village de Larrau en Haute-Soule au Pays basque français.

## Géographie
Le Zurkaitzegiko naît au pied du col d'Iratzabaleta sur le versant nord du pic d'Orhy.
Il devient le gave de Larrau à Logibar, à partir de sa confluence avec l'Olhadoko erreka qui s'écoule dans les gorges d'Holzarté.

## Départements et principaux villages traversés
Pyrénées-Atlantiques : Larrau

## Principaux affluents
Parmi les nombreux affluents de ce gave basque, on peut mentionner : Nahar-ordokilako erreka, Gerrendoiko erreka, Harbeltzetako erreka d'Ugatzeko larrea, Odeizakiko erreka, Orpuneko erreka, Erroimendiko erreka, Larrandako erreka, Haritz handiko erreka, Sarrantolatzeko ou Oronitzeko erreka.